# Église Santa Maria Formosa
L'église Santa Maria Formosa (ou Purificazione di Maria) est une église catholique de Venise, en Italie.

## Localisation
L'église est située dans le sestiere de Castello.

## Historique
L'édifice a été édifié en 1492 d'après les plans de l'architecte Mauro Codussi. Il se trouve sur le site d'une ancienne église datant du VIIe siècle, qui, selon la tradition, a été l'une des huit fondée par San Magno, évêque d'Oderzo. Le nom « Formosa » se rapporte à une prétendue apparition de la Sainte-Vierge, déguisé en femme voluptueuse.

## Description
L'église possède un plan en croix latine, comprenant une nef flanquée de deux bas-côtés.
Les deux façades ont été commandées en 1542 : L'une de style baroque, fait face à la place jouxtant l'église, l'autre de style Renaissance fait face au canal. Au-dessus de l'entrée de cette dernière, le catafalque de Vincenzo Cappello, Capitan del Mar vainqueur de la flotte turque et mort en 1541, et sa statue du sculpteur Domenico di Pietro Grazioli élève de Sansovino.

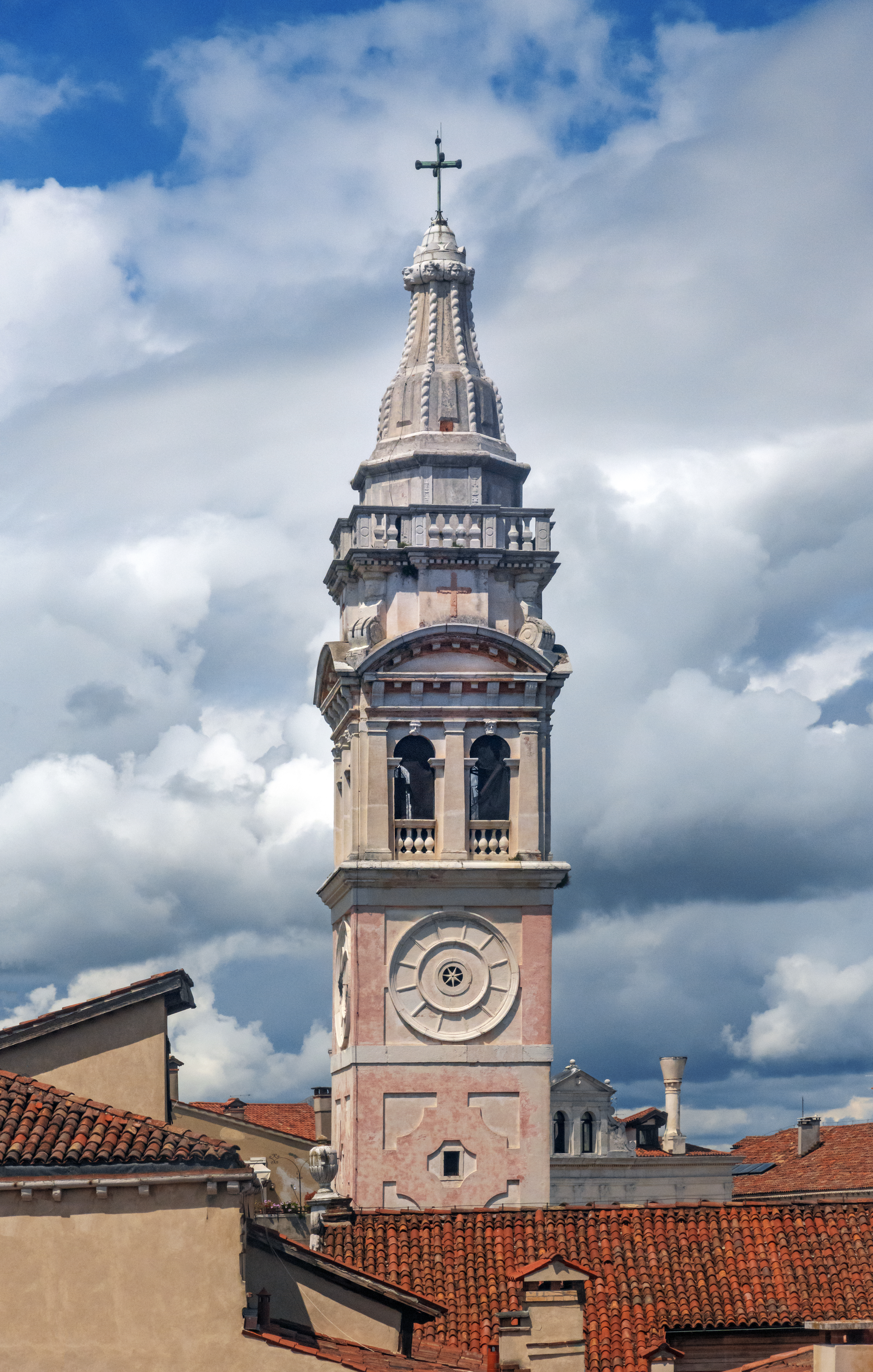
Le sommet du clocher vu du palais Querini Stampalia
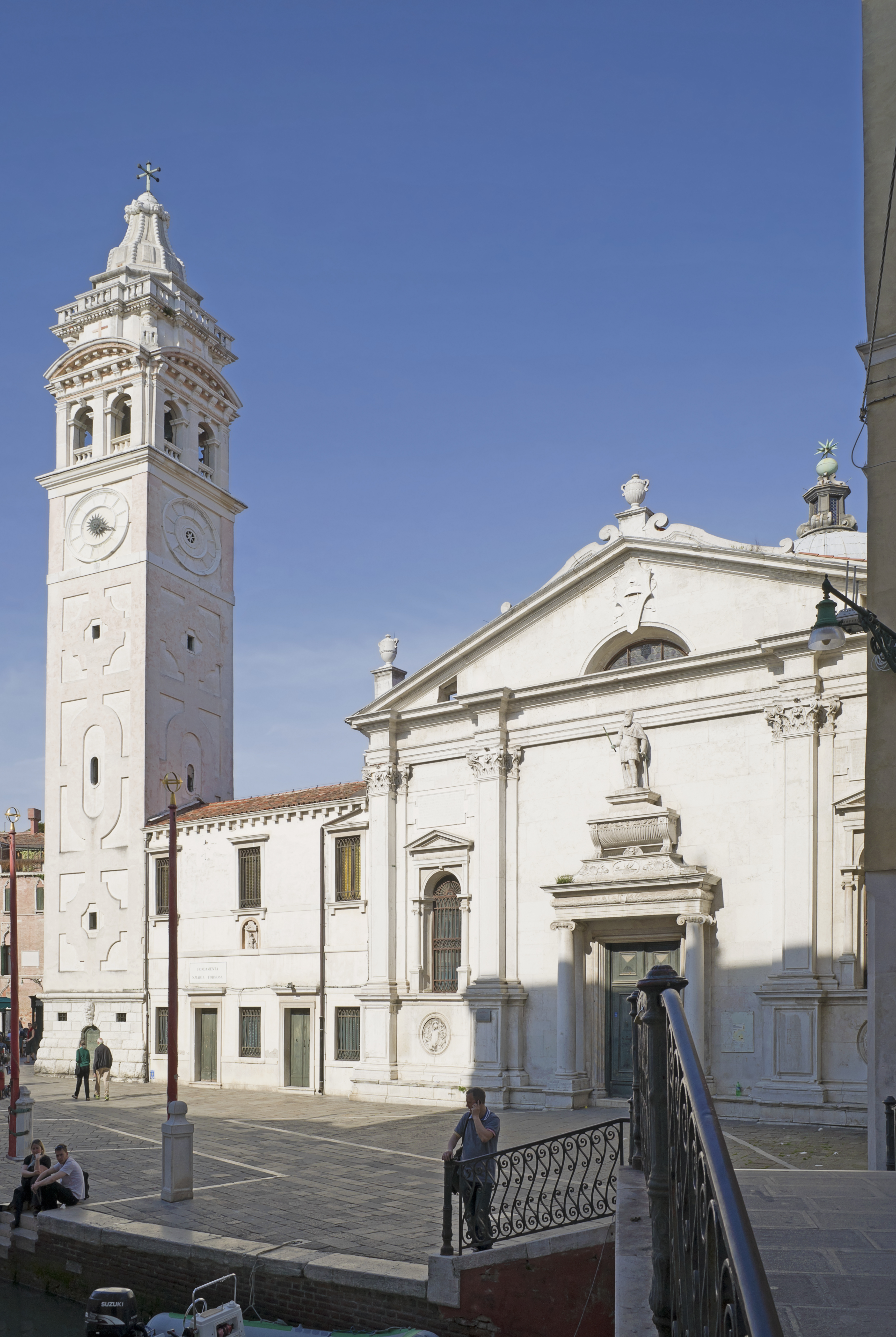
Façade ouest
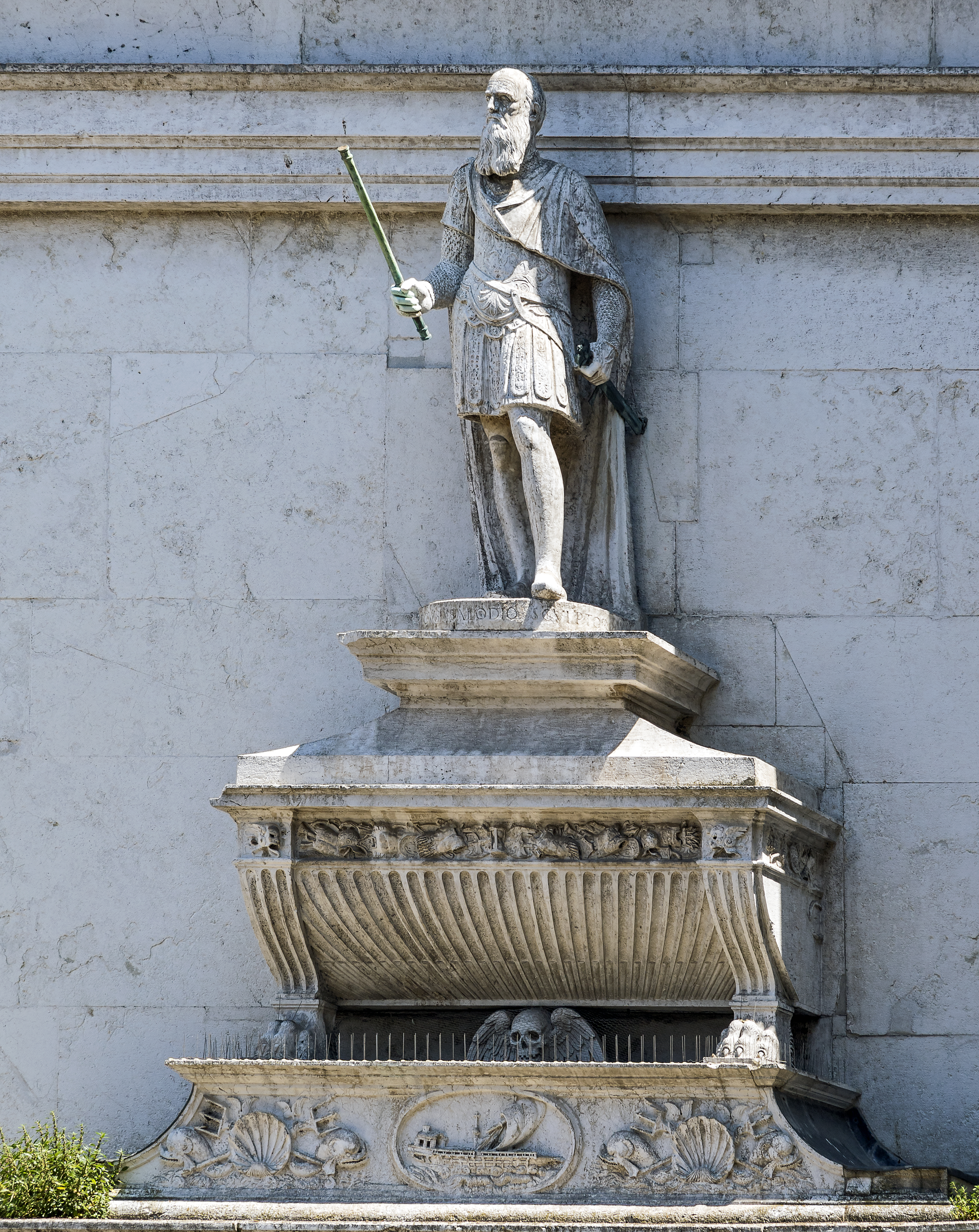
Monument de Vincenzo Cappello
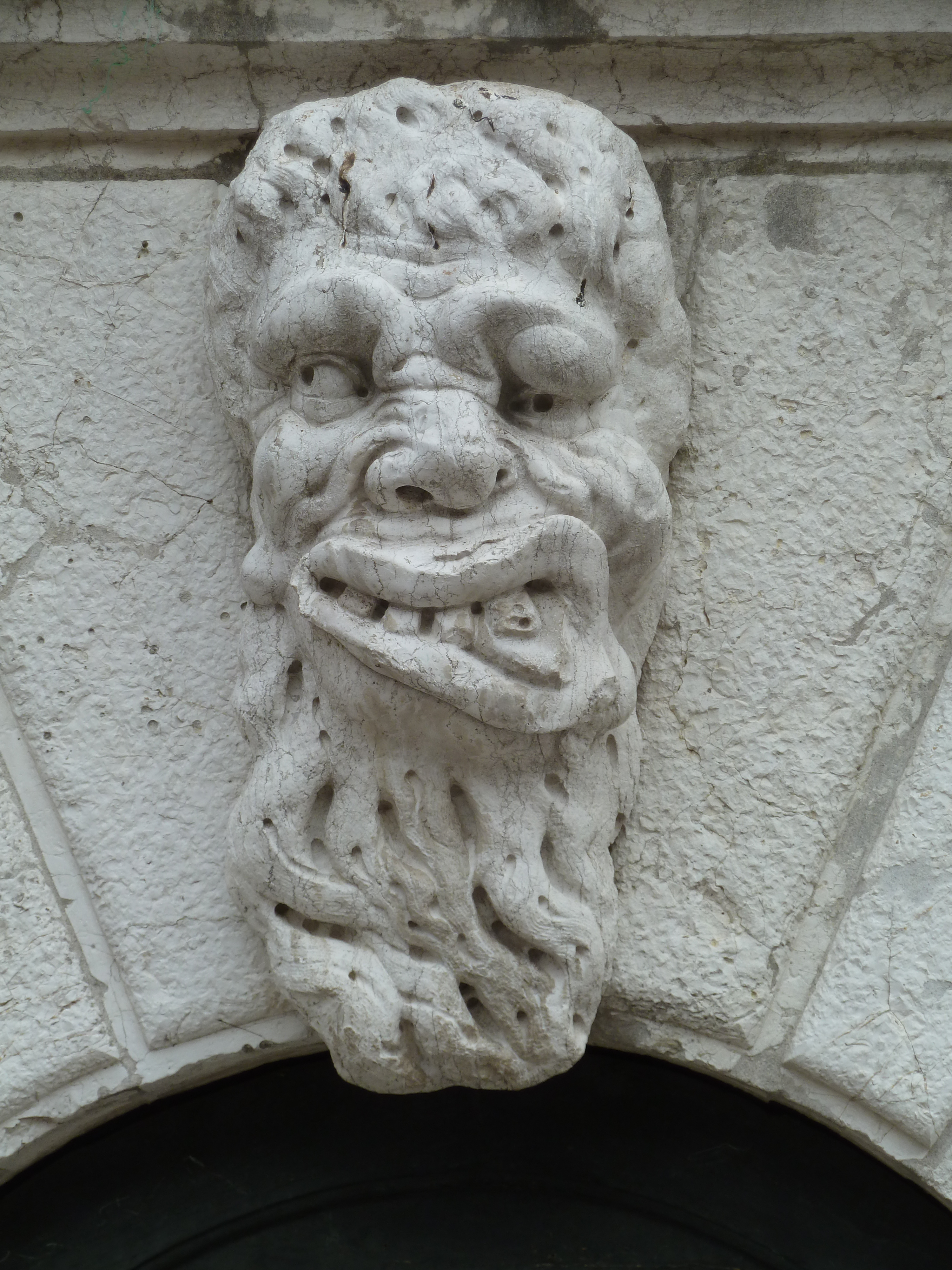
Mascherone sur la porte d'entrée du campanile.

## Mobilier
L'église conserve le polyptyque de Sainte-Barbe de Palma le Vieux, une de ses œuvres les plus célèbres.
La chapelle de la Conception possède un triptyque de la Vierge de la Miséricorde de Bartolomeo Vivarini (1473).
L'Oratoire abrite une Vierge à l'Enfant accompagné de saint Dominique, réalisée par Giambattista Tiepolo (XVIIIe siècle).
L'église conserve également une « Dernière Cène » de Leandro Bassano, une œuvre du peintre Baldassarre d'Anna Approbation par Pie V de l'Ordre de la Très Sainte Trinité ou de la rédemption des esclaves et une Vierge à l'enfant avec deux saints de Giulia Lama.
Le dôme de l'église a été reconstruit après sa destruction par un tremblement de terre en 1688.

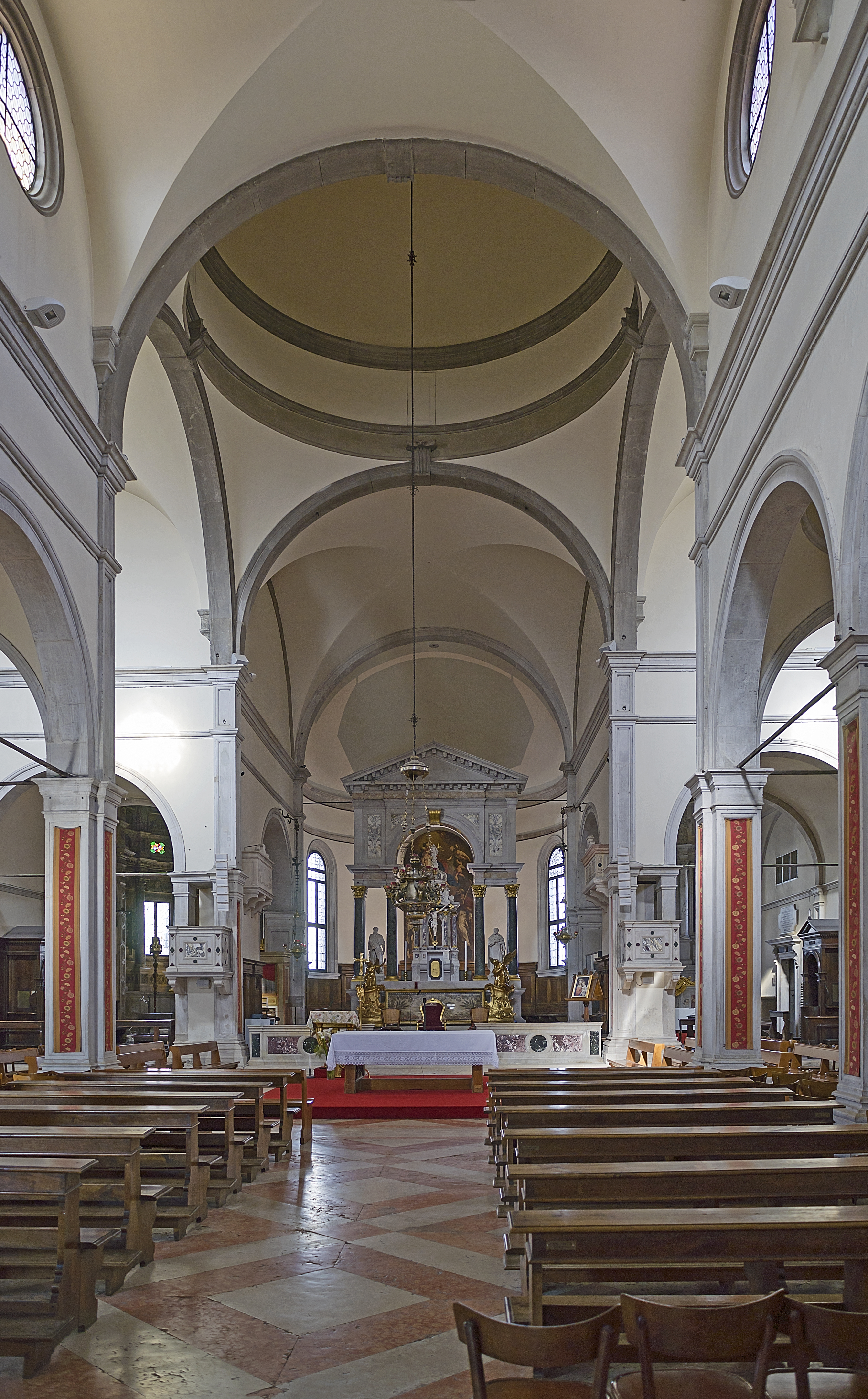
L'Autel
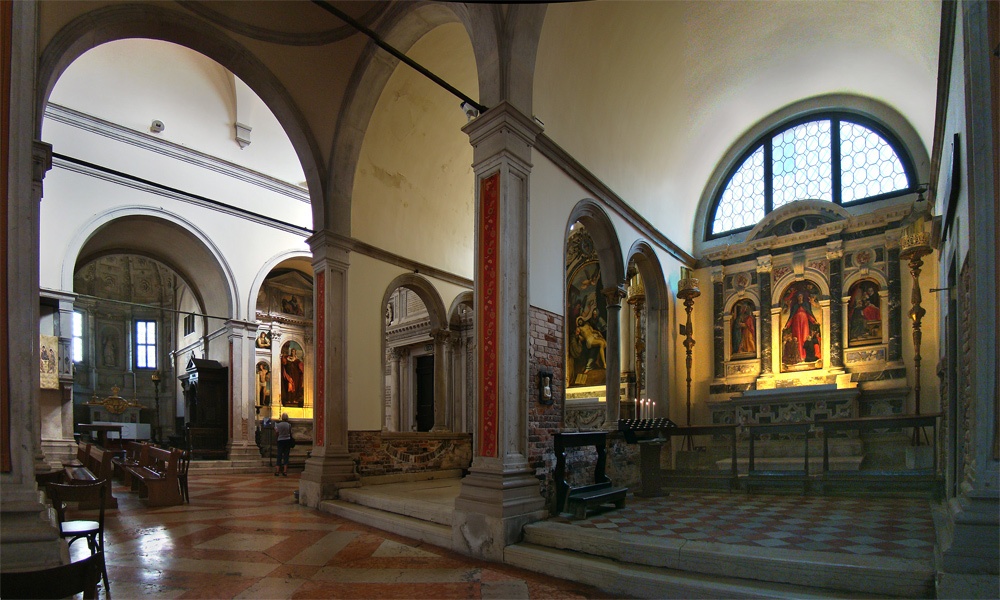
Intérieur
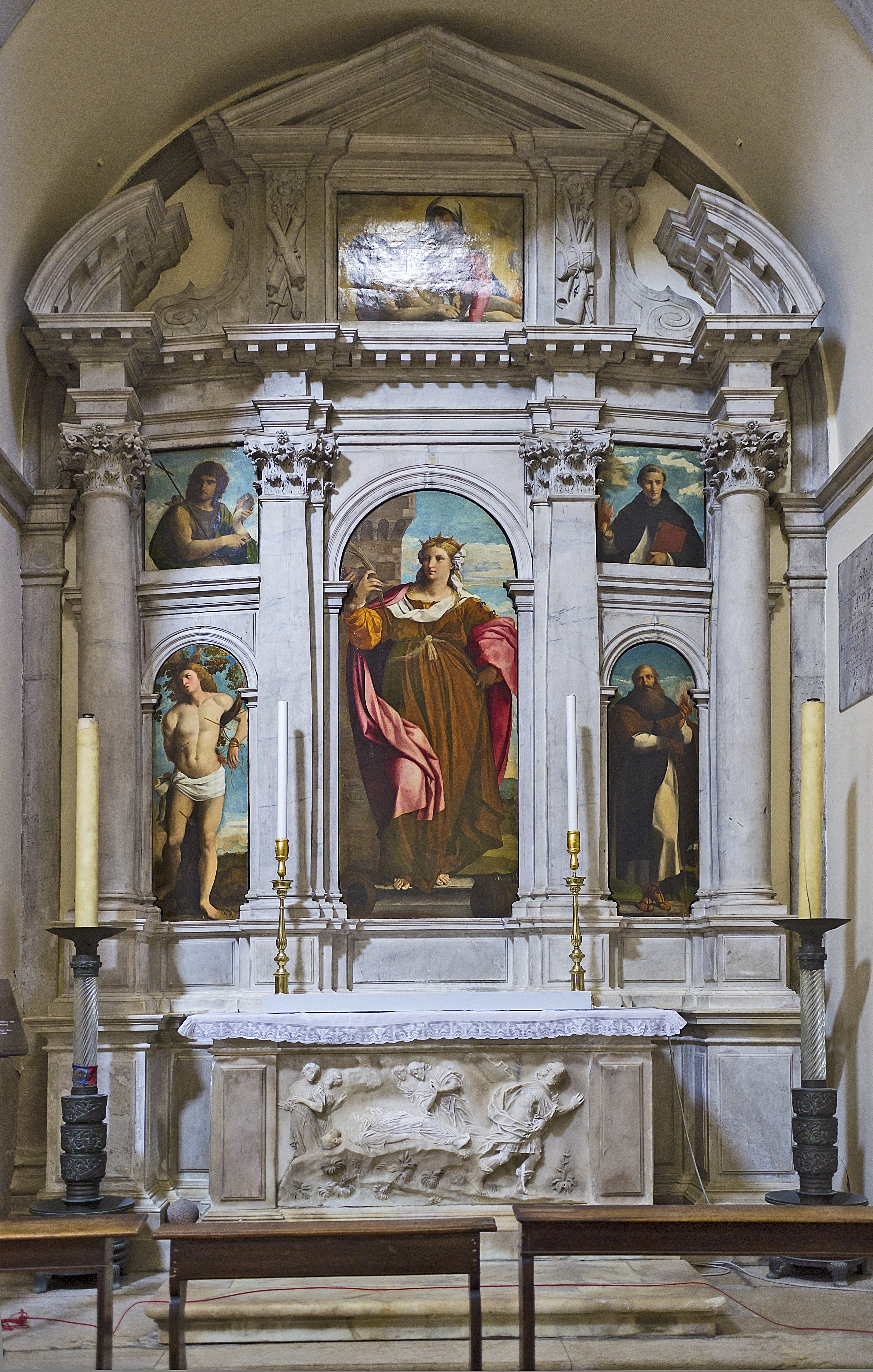
Polyptyque de sainte Barbara, Palma le Vieux
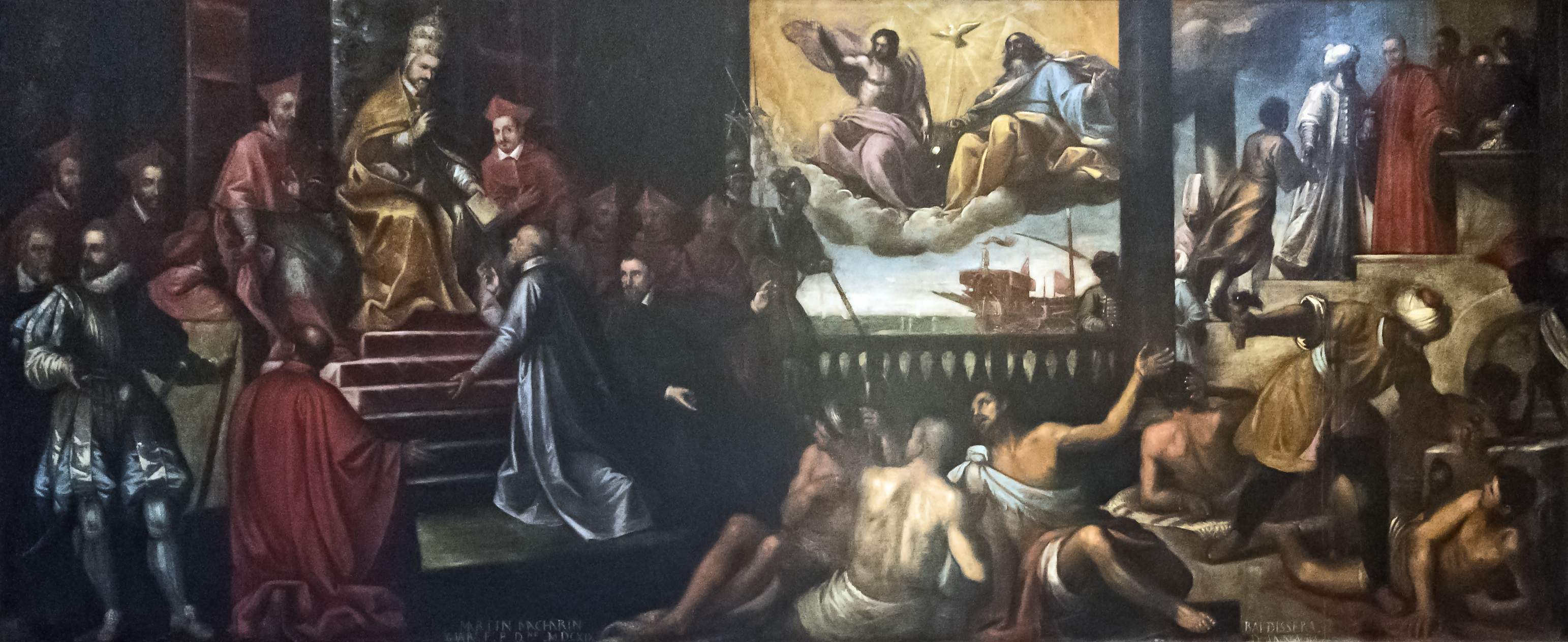
Approbation de l'Ordre de la Très Sainte Trinité par Baldassarre d'Anna